# Giải quần vợt Mỹ Mở rộng 2014
Giải quần vợt Mỹ Mở rộng 2014 (hay còn gọi là US Open 2014) là một giải đấu quần vợt được chơi trên các sân cứng ngoài trời. Đây là lần tổ chức thứ 134 của Giải quần vợt Mỹ Mở rộng, sự kiện Grand Slam cuối cùng trong năm. Nó diễn ra tại Trung tâm quần vợt quốc gia USTA Billie Jean King.
Rafael Nadal là nhà đương kim vô địch đơn nam; tuy nhiên, vào ngày 18 tháng 8, tay vợt người Tây Ban Nha tuyên bố rút lui sau khi không thể phục hồi chấn thương cổ tay, trong khi Serena Williams là hai lần liên tiếp vô địch nội dung đơn nữ.
Ở nội dung đơn nam, Marin ilić đã giành được danh hiệu Grand Slam đầu tiên; Trong khi đó, Serena Williams đã giành được kỷ lục số danh hiệu trong Kỷ nguyên Mở khi giành danh hiệu Mỹ Mở rộng thứ sáu trong giải đơn nữ, ngang bằng với Chris Evert, và đó là danh hiệu lớn thứ 18 của cô, ngang với Evert và Martina Navratilova. Giành chiến thắng ở nội dung đôi nam, Bob Bryan và Mike Bryan trở thành đôi nam có nhiều chiến thắng nhất trong lịch sử Kỷ nguyên mở tại giải đấu, và đây là danh hiệu thứ 100 của hai người đánh đôi cùng nhau và danh hiệu lớn thứ 16, ngang với Todd Woodbridge cho kỷ lục trong Kỷ nguyên mở. Ekaterina Makarova và Elena Vesnina đã giành được danh hiệu vô địch đôi nữ, trở thành nhà vô địch Grand Slam hai lần với chiến thắng tại Giải vô địch Pháp mở rộng 2013. Vô địch đôi nam nữ là Sania Mirza và Bruno Soares, và đối với Mirza, đây là danh hiệu vô địch đôi nam nữ Grand Slam thứ ba trong sự nghiệp của cô và danh hiệu Grand Slam thứ hai của Soares. Đó là danh hiệu Mỹ mở rộng thứ hai của Soares trong các trận đấu đôi nam nữ, và là danh hiệu Mỹ mở rộng lần đầu tiên cho Mirza.

## Giải đấu

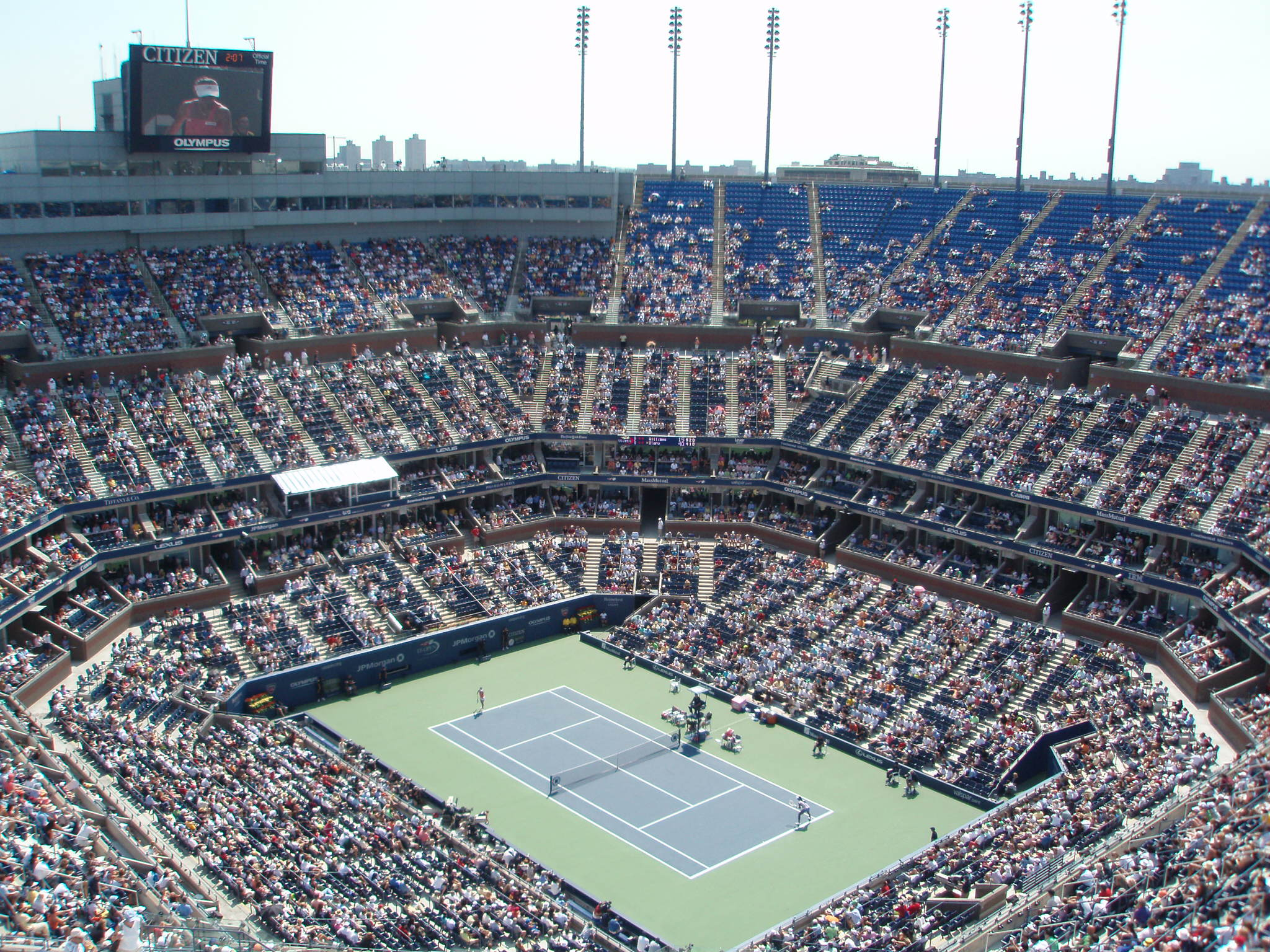
Sân vận động Arthur Ashe nơi diễn ra trận Chung kết Mỹ Mở rộng

Giải quần vợt Mỹ Mở rộng 2014 là phiên bản thứ 134 của giải đấu và nó được tổ chức tại Trung tâm quần vợt quốc gia USTA Billie Jean King ở Flushing Meadows, công viên giải trí Corona của thành phố Queens ở thành phố New York, New York, Hoa Kỳ.
Giải đấu này là một sự kiện được điều hành bởi Liên đoàn Quần vợt Quốc tế (ITF) và là một phần của ATP World Tour 2014 và lịch WTA Tour 2014 thuộc thể loại Grand Slam. Giải đấu bao gồm cả đơn nam và nữ và các trận hòa đôi cũng như một sự kiện đôi nam nữ. Có các sự kiện đơn và đôi cho cả nam và nữ trẻ (dưới 18 tuổi), là một phần của thể loại giải đấu hạng A, và các trận đấu đơn, đôi và bốn cho các tay vợt xe lăn nam và nữ như một phần của tour du lịch NEC theo Thể loại Grand Slam.
Giải đấu được chơi trên các sân cứng và đang diễn ra trên một loạt 17 sân với bề mặt DecoTurf, bao gồm ba sân khấu chính, Sân vận động Arthur Ashe, Sân vận động Louis Armstrong và Grandstand. 

## Sự kiện đáng chú ý
- Với việc vô địch ở nội dung đơn nữ, Serena Williams đã thiết lập một số kỷ lục trong Kỷ nguyên Mở sau đây:
  - Đây là danh hiệu US Open thứ 6 của cô (bằng với Chris Evert).
  - Là danh hiệu Grand Slam thứ 18 ở nội dung đơn của cô (bằng với Evert vàMartina Navratilova.
- Với việc vô địch nội dung đôi nam, Bob và Mike Bryan đã đạt được một số cột mốc quan trọng:[6]
  - Đó là danh hiệu ATP World Tour thứ 100 của họ với tư cách là một đội.
  - Đây là danh hiệu Mỹ mở rộng thứ 5 của họ, đưa họ vượt qua Bob Lutz và Stan Smith trong kỷ nguyên Mở, và xếp họ ngang bằng với các tay vợt của thập niên 1880 là Richard Sears và James Dwight về mọi thời đại.
  - Họ cũng mở rộng kỷ lục của riêng mình cho hầu hết các danh hiệu Grand Slam với tư cách một đội (16) và hầu hết các mùa giải liên tiếp với ít nhất một danh hiệu Grand Slam (10)

- Lần đầu tiên trận chung kết đơn nam Grand Slam không có thành viên của "Big 4" kể từ Giải quần vợt Úc Mở rộng 2005.

## Điểm và tiền thưởng

### Điểm phân bổ

#### Chuyên nghiệp
| Nội dung | Vô địch | Á quân | Bán kết | Tứ kết | Vòng 16 | Vòng 32 | Vòng 64 | Vòng 128 | Vòng loại | Vòng loại 3 | Vòng loại 2 | Vòng loại 1 |
| Đơn nam  | 2000    | 1200   | 720     | 360    | 180     | 90      | 45      | 10       | 25        | 16          | 8           | 0           |
| Đôi nam  | 2000    | 1200   | 720     | 360    | 180     | 90      | 0       | Không có | Không có  | Không có    | Không có    | Không có    |
| Đơn nữ   | 2000    | 1300   | 780     | 430    | 240     | 130     | 70      | 10       | 40        | 30          | 20          | 2           |
| Đôi nữ   | 2000    | 1300   | 780     | 430    | 240     | 130     | 10      | Không có | Không có  | Không có    | Không có    | Không có    |

| Event        | W   | F   | SF/3rd | QF/4th |
| Singles      | 800 | 500 | 375    | 100    |
| Doubles      | 800 | 500 | 100    | —      |
| Quad singles | 800 | 500 | 375    | 100    |
| Quad doubles | 800 | 100 | —      | —      |

| Event          | W   | F   | SF  | QF  | Round of 16 | Round of 32 | Q  | Q3 |
| Boys' singles  | 375 | 270 | 180 | 120 | 75          | 30          | 25 | 20 |
| Girls' singles | 375 | 270 | 180 | 120 | 75          | 30          | 25 | 20 |
| Boys' doubles  | 270 | 180 | 120 | 75  | 45          | —           | —  | —  |
| Girls' doubles | 270 | 180 | 120 | 75  | 45          | —           | —  | —  |

### Tiền thưởng
US Open 2014 tăng tổng tiền lên 11,7% lên mức kỷ lục 38.251.760 USD, có khả năng đạt hơn 40 triệu USD, vì 3 người về đích hàng đầu trong Emirates Airline US Open Series có thể kiếm thêm tới 2,6 triệu USD tiền thưởng tại US Open.
| Nội dung     | Vô địch    | Á quân     | Bán kết  | Tứ kết   | Vòng 16  | Vòng 32  | Vòng 64  | Vòng 128 | Vòng loại | Vòng loại 3 | Vòng loại 2 | Vòng loại 1 |
| Đơn          | $3,000,000 | $1,450,000 | $730,000 | $370,250 | $187,300 | $105,090 | $60,420  | $35,754  | $13,351   | $8,781      | $4,551      |             |
| Đôi*         | $520,000   | $250,000   | $124,450 | $62,060  | $32,163  | $20,063  | $13,375  | Không có | Không có  | Không có    | Không có    |             |
| Đôi nam nữ * | $150,000   | $70,000    | $30,000  | $15,000  | $10,000  | $5,000   | Không có | Không có | Không có  | Không có    | Không có    |             |

* Mỗi đội

#### Tiền thưởng thêm
Ba tay vợt hàng đầu trong giải đã nhận được tiền thưởng, tùy thuộc vào vị trí họ kết thúc ở US Open 2014, theo lịch trình tiền dưới đây.
| Emirates Airline US Open Series Finish 2014 | US Open Finish 2014 (đơn vị tính: USD) | US Open Finish 2014 (đơn vị tính: USD) | US Open Finish 2014 (đơn vị tính: USD) | US Open Finish 2014 (đơn vị tính: USD) | US Open Finish 2014 (đơn vị tính: USD) | US Open Finish 2014 (đơn vị tính: USD) | US Open Finish 2014 (đơn vị tính: USD) | US Open Finish 2014 (đơn vị tính: USD) | Tiền thưởng (đơn vị tính: USD) | Tiền thưởng (đơn vị tính: USD) |
| ------------------------------------------- | -------------------------------------- | -------------------------------------- | -------------------------------------- | -------------------------------------- | -------------------------------------- | -------------------------------------- | -------------------------------------- | -------------------------------------- | ------------------------------ | ------------------------------ |
| Emirates Airline US Open Series Finish 2014 | Vô địch                                | Á quân                                 | Bán kết                                | Tứ kết                                 | Vòng 4                                 | Vòng 3                                 | Vòng 2                                 | Vòng 1                                 | Tiền thưởng (đơn vị tính: USD) | Tiền thưởng (đơn vị tính: USD) |
| Về nhất                                     | 1.000.000                              | 500.000                                | 250.000                                | 125.000                                | 70.000                                 | 40.000                                 | 25.000                                 | 15.000                                 | Milos Raonic                   | 70.000                         |
| Về nhất                                     | 1.000.000                              | 500.000                                | 250.000                                | 125.000                                | 70.000                                 | 40.000                                 | 25.000                                 | 15.000                                 | Serena Williams                | 1.000.000                      |
| Về nhì                                      | 500.000                                | 250.000                                | 125.000                                | 62.500                                 | 35.000                                 | 20.000                                 | 12.500                                 | 7500                                   | John Isner                     | 20.000                         |
| Về nhì                                      | 500.000                                | 250.000                                | 125.000                                | 62.500                                 | 35.000                                 | 20.000                                 | 12.500                                 | 7500                                   | Angelique Kerber               | 20.000                         |
| Về ba                                       | 250.000                                | 125.000                                | 62.500                                 | 31.250                                 | 17.500                                 | 10.000                                 | 6250                                   | 3750                                   | Roger Federer                  | 62.500                         |
| Về ba                                       | 250.000                                | 125.000                                | 62.500                                 | 31.250                                 | 17.500                                 | 10.000                                 | 6250                                   | 3750                                   | Agnieszka Radwańska            | 6250                           |

## Giải đấu

### Chuyên nghiệp

#### Đơn nam
- Marin Čilić đánh bại  Kei Nishikori, 6–3, 6–3, 6–3

• Đây là danh hiệu Grand Slam ở nội dung đầu tiên của Čilić và Čilić trở thành tay vợt người Croatia đầu tiên vô địch US Open.
• Nishikori là tay vợt Nhật Bản đầu tiên (ở cả nam và nữ) vào chung kết Grand Slam. Ngoài ra, Nishikori cũng trở thành tay vợt nam châu Á đầu tiên vào chung kết nội dung đơn ở Grand Slam.

#### Women's singles
- Serena Williams đánh bại  Caroline Wozniacki 6–3, 6–3

• Đây là danh hiệu Grand Slam thứ 18 và danh hiệu US Open thứ 6 của Serena Williams.

#### Men's doubles
- Bob Bryan /  Mike Bryan đánh bại  Marcel Granollers /  Marc López 6–4, 6–3

• Đây là danh hiệu Grand Slam thứ 16 và danh hiệu US Open thứ 5 của Bob and Mike.

#### Women's doubles
- Ekaterina Makarova /  Elena Vesnina đánh bại  Martina Hingis /  Flavia Pennetta, 2–6, 6–3, 6–2

• It was Makarova and Vesnina's 2nd career Grand Slam doubles titles and their 1st at the US Open.

#### Mixed doubles
- Sania Mirza /  Bruno Soares đánh bại  Abigail Spears /  Santiago González, 6–1, 2–6, [11–9]

• Đây là danh hiệu Grand Slam thứ 3 ở nội dung đôi nam nữ và danh hiệu US Open đầu tiên của Mirza
• Đây là danh hiệu Grand Slam thứ 2 ở nội dung đôi nam nữ và là danh hiệu thứ 2 ở US Open của Soares.

### Tay vợt trẻ

#### Đơn nam trẻ
- Omar Jasika đánh bại  Quentin Halys, 2–6, 7–5, 6–1

#### Đơn nữ trẻ
- Marie Bouzková đánh bại  Anhelina Kalinina, 6–4, 7–6(7–5)

#### Đôi nam trẻ
- Omar Jasika /  Naoki Nakagawa đánh bại  Rafael Matos /  João Menezes, 6–3, 7–6(8–6)

#### Đôi nữ trẻ
- İpek Soylu /  Jil Teichmann đánh bại  Vera Lapko /  Tereza Mihalíková, 5–7, 6–2, [10–7]

### Xe lăn

#### Xe lăn đơn nam
- Shingo Kunieda đánh bại  Gustavo Fernández, 7-6(7-0), 6-4

#### Xe lăn đơn nữ
- Yui Kamiji đánh bại  Aniek van Koot, 6–3, 6–3

#### Wheelchair quad singles
- Andrew Lapthorne đánh bại  David Wagner, 7–5, 6–2

#### Xe lăn đôi nam
- Stéphane Houdet /  Shingo Kunieda đánh bại  Gordon Reid /  Maikel Scheffers, 6–2, 2–6, 7–6(7–4)

#### Xe lăng đôi nữ
- Yui Kamiji /  Jordanne Whiley đánh bại  Jiske Griffioen /  Aniek van Koot, 6–4, 3–6, 6–3

#### Wheelchair quad doubles
- Nick Taylor /  David Wagner đánh bại  Andrew Lapthorne /  Lucas Sithole, 6–3, 7–5

## Hạt giống ở các nội dung đơn
Xếp hạng của các tay vợt dựa trên bảng xếp hạng tính đến ngày 18 tháng 8 năm 2014. Thứ hạng và điểm trước đó tính đến ngày 25 tháng 8 năm 2014.

### Đơn nam
| Seed | Rank | Player                 | Points before | Points defending | Points won | Points after | Status                                  |
| ---- | ---- | ---------------------- | ------------- | ---------------- | ---------- | ------------ | --------------------------------------- |
| 1    | 1    | Novak Djokovic         | 12,770        | 1,200            | 720        | 12,290       | Bán kết, thua Kei Nishikori [10]        |
| 2    | 3    | Roger Federer          | 7,490         | 180              | 720        | 8,030        | Bán kết, thua Marin Čilić [14]          |
| 3    | 4    | Stan Wawrinka          | 5,985         | 720              | 360        | 5,625        | Tứ kết, thua Kei Nishikori [10]         |
| 4    | 5    | David Ferrer           | 4,765         | 360              | 90         | 4,495        | Vòng 3, thua Gilles Simon [26]          |
| 5    | 6    | Milos Raonic           | 4,225         | 180              | 180        | 4,225        | Vòng 4, thua Kei Nishikori [10]         |
| 6    | 7    | Tomáš Berdych          | 4,060         | 180              | 360        | 4,240        | Tứ kết, thua Marin Čilić [14]           |
| 7    | 8    | Grigor Dimitrov        | 3,540         | 10               | 180        | 3,710        | Vòng 4, thua Gaël Monfils [20]          |
| 8    | 9    | Andy Murray            | 3,150         | 360              | 360        | 3,150        | Tứ kết, thua Novak Djokovic [1]         |
| 9    | 10   | Jo-Wilfried Tsonga     | 2,920         | 0                | 180        | 3,100        | Vòng 4, thua Andy Murray [8]            |
| 10   | 11   | Kei Nishikori          | 2,680         | 10               | 1,200      | 3,870        | Á quân, thua Marin Čilić [14]           |
| 11   | 12   | Ernests Gulbis         | 2,580         | 10               | 45         | 2,615        | Vòng 2, thua Dominic Thiem              |
| 12   | 14   | Richard Gasquet        | 2,360         | 720              | 90         | 1,730        | Vòng 3, thua Gaël Monfils [20]          |
| 13   | 15   | John Isner             | 1,925         | 90               | 90         | 1,925        | Vòng 3, thua Philipp Kohlschreiber [22] |
| 14   | 16   | Marin Čilić            | 1,845         | 0                | 2,000      | 3,845        | Vô địch, đánh bại Kei Nishikori [10]    |
| 15   | 17   | Fabio Fognini          | 1,835         | 10               | 45         | 1,870        | Vòng 2, thua Adrian Mannarino           |
| 16   | 18   | Tommy Robredo          | 1,825         | 360              | 180        | 1,645        | Vòng 4, thua Stan Wawrinka [3]          |
| 17   | 19   | Roberto Bautista Agut  | 1,800         | 45               | 180        | 1,935        | Vòng 4, thua Roger Federer [2]          |
| 18   | 20   | Kevin Anderson         | 1,795         | 45               | 90         | 1,840        | Vòng 3, thua Marin Čilić [14]           |
| 19   | 21   | Feliciano López        | 1,770         | 90               | 90         | 1,770        | Vòng 3, thua Dominic Thiem              |
| 20   | 24   | Gaël Monfils           | 1,530         | 45               | 360        | 1,845        | Tứ kết, thua Roger Federer [2]          |
| 21   | 23   | Mikhail Youzhny        | 1,540         | 360              | 10         | 1,190        | Vòng 1, thua Nick Kyrgios               |
| 22   | 25   | Philipp Kohlschreiber  | 1,505         | 180              | 180        | 1,505        | Vòng 4, thua Novak Djokovic [1]         |
| 23   | 26   | Leonardo Mayer         | 1,354         | 45               | 90         | 1,399        | Vòng 3, thua Kei Nishikori [10]         |
| 24   | 28   | Julien Benneteau       | 1,285         | 90               | 10         | 1,205        | Vòng 1, thua Benoît Paire               |
| 25   | 30   | Ivo Karlović           | 1,220         | 70               | 45         | 1,195        | Vòng 2, thua Marcel Granollers          |
| 26   | 31   | Gilles Simon           | 1,180         | 0                | 180        | 1,360        | Vòng 4, thua Marin Čilić [14]           |
| 27   | 32   | Santiago Giraldo       | 1,180         | 10               | 10         | 1,180        | Vòng 1, thua Teymuraz Gabashvili        |
| 28   | 33   | Guillermo García López | 1,168         | 10               | 45         | 1,203        | Vòng 2, thua Sam Querrey                |
| 29   | 27   | Lukáš Rosol            | 1,290         | 10               | 10         | 1,290        | Vòng 1, thua Borna Ćorić [Q]            |
| 30   | 36   | Jérémy Chardy          | 1,105         | 45               | 45         | 1,105        | Vòng 2, thua Blaž Kavčič                |
| 31   | 37   | Fernando Verdasco      | 1,100         | 10               | 45         | 1,135        | Vòng 2, thua Andrey Kuznetsov           |
| 32   | 38   | João Sousa             | 1,077         | 90               | 45         | 1,032        | Vòng 2, thua David Goffin               |

#### Tay vợt rút lui
| Hạng | Tay vợt               | Điểm trước giải | Điểm bảo vệ | Điểm sau giải | Lý do rút lio        |
| ---- | --------------------- | --------------- | ----------- | ------------- | -------------------- |
| 2    | Rafael Nadal          | 10,670          | 2,000       | 8,670         | Chấn thương cổ tay   |
| 13   | Juan Martín del Potro | 2,410           | 45          | 2,365         | Chấn thương cổ tay   |
| 22   | Alexandr Dolgopolov   | 1,580           | 45          | 1,535         | Chấn thương đầu gối  |
| 29   | Nicolás Almagro       | 1,250           | 10          | 1,240         | Chấn thương bàn chân |
| 35   | Tommy Haas            | 1,115           | 90          | 1,025         | Chấn thương vai      |

### Women's singles
| Hạt giống | Hạng | Tay vợt                    | Điểm trước giải | Points defending | Điểm giành được | Điểm sau giải | Trạng thái                                |
| --------- | ---- | -------------------------- | --------------- | ---------------- | --------------- | ------------- | ----------------------------------------- |
| 1         | 1    | Serena Williams            | 9,430           | 2,000            | 2,000           | 9,430         | Vô địch, đánh bại Caroline Wozniacki [10] |
| 2         | 2    | Simona Halep               | 6,310           | 280              | 130             | 6,160         | Vòng 3, thua Mirjana Lučić-Baroni [Q]     |
| 3         | 4    | Petra Kvitová              | 5,956           | 160              | 130             | 5,926         | Vòng 3, thua Aleksandra Krunić [Q]        |
| 4         | 5    | Agnieszka Radwańska        | 5,590           | 280              | 70              | 5,380         | Vòng 2, thua Peng Shuai                   |
| 5         | 6    | Maria Sharapova            | 5,335           | 0                | 240             | 5,575         | Vòng 4, thua Caroline Wozniacki [10]      |
| 6         | 7    | Angelique Kerber           | 4,550           | 280              | 130             | 4,400         | Vòng 3, thua Belinda Bencic               |
| 7         | 8    | Eugenie Bouchard           | 4,405           | 100              | 240             | 4,545         | Vòng 4, thua Ekaterina Makarova [17]      |
| 8         | 9    | Ana Ivanovic               | 4,065           | 280              | 70              | 3,855         | Vòng 2, thua Karolína Plíšková            |
| 9         | 10   | Jelena Janković            | 3,695           | 280              | 240             | 3,655         | Vòng 4, thua Belinda Bencic               |
| 10        | 11   | Caroline Wozniacki         | 3,165           | 160              | 1,300           | 4,305         | Á quân, thua Serena Williams [1]          |
| 11        | 12   | Flavia Pennetta            | 3,121           | 900              | 430             | 2,651         | Tứ kết, thua Serena Williams [1]          |
| 12        | 13   | Dominika Cibulková         | 3,002           | 5                | 10              | 3,007         | Vòng 1, thua Catherine Bellis [WC]        |
| 13        | 14   | Sara Errani                | 2,885           | 100              | 430             | 3,215         | Tứ kết, thua Caroline Wozniacki [10]      |
| 14        | 15   | Lucie Šafářová             | 2,825           | 100              | 240             | 2,965         | Vòng 4, thua Peng Shuai                   |
| 15        | 16   | Carla Suárez Navarro       | 2,790           | 500              | 130             | 2,420         | Vòng 3, thua Kaia Kanepi                  |
| 16        | 17   | Victoria Azarenka          | 2,783           | 1,400            | 430             | 1,813         | Tứ kết, thua Ekaterina Makarova [17]      |
| 17        | 18   | Ekaterina Makarova         | 2,565           | 500              | 780             | 2,845         | Bán kết, thua Serena Williams [1]         |
| 18        | 19   | Andrea Petkovic            | 2,400           | 5                | 130             | 2,525         | Vòng 3, thua Caroline Wozniacki [10]      |
| 19        | 20   | Venus Williams             | 2,340           | 100              | 130             | 2,370         | Vòng 3, thua Sara Errani [13]             |
| 20        | 22   | Svetlana Kuznetsova        | 2,010           | 160              | 10              | 1,860         | Vòng 1, thua Marina Erakovic              |
| 21        | 24   | Sloane Stephens            | 1,900           | 280              | 70              | 1,690         | Vòng 2, thua Johanna Larsson              |
| 22        | 23   | Alizé Cornet               | 1,930           | 160              | 130             | 1,900         | Vòng 3, thua Lucie Šafářová [14]          |
| 23        | 25   | Anastasia Pavlyuchenkova   | 1,865           | 160              | 70              | 1,775         | Vòng 2, thua Nicole Gibbs [WC]            |
| 24        | 21   | Samantha Stosur            | 2,045           | 5                | 70              | 2,110         | Vòng 2, thua Kaia Kanepi                  |
| 25        | 26   | Garbiñe Muguruza           | 1,793           | 0                | 10              | 1,803         | Vòng 1, thua Mirjana Lučić-Baroni [Q]     |
| 26        | 27   | Sabine Lisicki             | 1,576           | 160              | 130             | 1,546         | Vòng 3, thua Maria Sharapova [5]          |
| 27        | 28   | Madison Keys               | 1,605           | 5                | 70              | 1,670         | Vòng 2, thua Aleksandra Krunić [Q]        |
| 28        | 30   | Roberta Vinci              | 1,492           | 500              | 130             | 1,122         | Vòng 3, thua Peng Shuai                   |
| 29        | 32   | Casey Dellacqua            | 1,441           | 60               | 240             | 1,621         | Vòng 4, thua Flavia Pennetta [11]         |
| 30        | 29   | Barbora Záhlavová-Strýcová | 1,501           | (30)†            | 130             | 1,601         | Vòng 3, thua Eugenie Bouchard [7]         |
| 31        | 33   | Kurumi Nara                | 1,412           | 220              | 70              | 1,262         | Vòng 2, thua Belinda Bencic               |
| 32        | 34   | Zhang Shuai                | 1,412           | (60)†            | 10              | 1,362         | Vòng 1, thua Mona Barthel                 |

†Tay vợt không đủ điều kiện tham dự giải đấu năm 2013. Theo đó, đây là kết quả tốt thứ 16 bị trừ thay.

#### Tay vợt rút lui
| Hạng | Tay vợt | Điểm trước giải | Điểm bảo vệ | Điểm sau giải | Lý do rút lui       |
| ---- | ------- | --------------- | ----------- | ------------- | ------------------- |
| 3    | Li Na   | 6,170           | 900         | 5,270         | Chấn thương đầu gối |

## Hạt giống ở các nội dung đôi
| Đội                  | Đội                    | Hạng1 | Hạt giống |
| -------------------- | ---------------------- | ----- | --------- |
| Bob Bryan            | Mike Bryan             | 2     | 1         |
| Alexander Peya       | Bruno Soares           | 6     | 2         |
| Daniel Nestor        | Nenad Zimonjić         | 11    | 3         |
| Ivan Dodig           | Marcelo Melo           | 14    | 4         |
| Julien Benneteau     | Édouard Roger-Vasselin | 19    | 5         |
| Leander Paes         | Radek Štěpánek         | 23    | 6         |
| David Marrero        | Fernando Verdasco      | 27    | 7         |
| Vasek Pospisil       | Jack Sock              | 36    | 8         |
| Jean-Julien Rojer    | Horia Tecău            | 39    | 9         |
| Michaël Llodra       | Nicolas Mahut          | 40    | 10        |
| Marcel Granollers    | Marc López             | 42    | 11        |
| Eric Butorac         | Raven Klaasen          | 49    | 12        |
| Rohan Bopanna        | Aisam-ul-Haq Qureshi   | 56    | 13        |
| Treat Huey           | Dominic Inglot         | 63    | 14        |
| Jamie Murray         | John Peers             | 63    | 15        |
| Juan Sebastián Cabal | Robert Farah           | 64    | 16        |

| Đội                      | Đội                  | Hạng1 | Hạt giống |
| ------------------------ | -------------------- | ----- | --------- |
| Sara Errani              | Roberta Vinci        | 2     | 1         |
| Hsieh Su-wei             | Peng Shuai           | 7     | 2         |
| Cara Black               | Sania Mirza          | 11    | 3         |
| Ekaterina Makarova       | Elena Vesnina        | 17    | 4         |
| Květa Peschke            | Katarina Srebotnik   | 18    | 5         |
| Raquel Kops-Jones        | Abigail Spears       | 28    | 6         |
| Tímea Babos              | Kristina Mladenovic  | 29    | 7         |
| Andrea Hlaváčková        | Zheng Jie            | 32    | 8         |
| Alla Kudryavtseva        | Anastasia Rodionova  | 36    | 9         |
| Ashleigh Barty           | Casey Dellacqua      | 37    | 10        |
| Lucie Hradecká           | Michaëlla Krajicek   | 42    | 11        |
| Garbiñe Muguruza         | Carla Suárez Navarro | 47    | 12        |
| Anabel Medina Garrigues  | Yaroslava Shvedova   | 49    | 13        |
| Chan Hao-ching           | Chan Yung-jan        | 55    | 15        |
| Anastasia Pavlyuchenkova | Lucie Šafářová       | 62    | 15        |
| Julia Görges             | Anna-Lena Grönefeld  | 64    | 16        |

### Mixed doubles
| Đội                 | Đội                  | Hạng1 | Hạt giống |
| ------------------- | -------------------- | ----- | --------- |
| Sania Mirza         | Bruno Soares         | 8     | 1         |
| Andrea Hlaváčková   | Alexander Peya       | 13    | 2         |
| Cara Black          | Leander Paes         | 17    | 3         |
| Kristina Mladenovic | Daniel Nestor        | 18    | 4         |
| Lucie Hradecká      | Horia Tecău          | 32    | 5         |
| Katarina Srebotnik  | Rohan Bopanna        | 35    | 6         |
| Julia Görges        | Nenad Zimonjić       | 42    | 7         |
| Raquel Kops-Jones   | Juan Sebastián Cabal | 42    | 8         |

- 1 Bảng xếp hạng được cập nhật vào ngày 18 tháng 8 năm 2014.

## Suất đặc cách (wild card - WC)
| Đơn nam - Jared Donaldson - Marcos Giron - Ryan Harrison - Michaël Llodra - Wayne Odesnik - Noah Rubin - Tim Smyczek - Bernard Tomic Source: USTA – Men's Singles Wild Cards | Đơn nữ - Catherine Bellis - Madison Brengle - Danielle Collins - Jarmila Gajdošová - Nicole Gibbs - Amandine Hesse - Grace Min - Taylor Townsend Source: USTA – Women's Singles Wild Cards |

| Đôi nam - Chase Buchanan / Tennys Sandgren - Jared Donaldson / Michael Russell - Marcos Giron / Kevin King - Bradley Klahn / Tim Smyczek - Peter Kobelt / Hunter Reese - Stefan Kozlov / Noah Rubin - Michael Mmoh / Francis Tiafoe Source: USTA – Men's Doubles Wild Cards | Đôi nữ - Tornado Alicia Black / Bernarda Pera - Jennifer Brady / Samantha Crawford - Louisa Chirico / Katerina Stewart - Irina Falconi / Anna Tatishvili - Nicole Gibbs / Maria Sanchez - Grace Min / Melanie Oudin - Asia Muhammad / Taylor Townsend Source: USTA – Women's Doubles Wild Cards |

Đôi nam nữ
- Tornado Alicia Black /  Ernesto Escobedo
- Jacqueline Cako /  Joel Kielbowicz
- Lauren Davis /  Nicholas Monroe
- Christina McHale /  Stefan Kozlov
- Asia Muhammad /  Taylor Harry Fritz
- Melanie Oudin /  Rajeev Ram
- Shelby Rogers /  Bradley Klahn
- Taylor Townsend /  Donald Young

Source: USTA – Mixed Doubles Wild Cards

## Các tay vợt vượt qua vòng loại
| 1. Marco Chiudinelli 2. Niels Desein 3. Filip Krajinović 4. Facundo Bagnis 5. Yoshihito Nishioka 6. Illya Marchenko 7. Andreas Beck 8. Alexander Kudryavtsev 9. Peter Gojowczyk 10. Taro Daniel 11. Tatsuma Ito 12. Matthias Bachinger 13. James McGee 14. Steve Darcis 15. Radu Albot 16. Borna Ćorić | 1. Wang Qiang 2. Maryna Zanevska 3. Lesia Tsurenko 4. Alla Kudryavtseva 5. Ashleigh Barty 6. Ksenia Pervak 7. Françoise Abanda 8. Duan Yingying 9. Ons Jabeur 10. Aleksandra Krunić 11. Chan Yung-jan 12. Anastasia Rodionova 13. Mirjana Lučić-Baroni 14. Paula Kania 15. Zheng Saisai 16. Aliaksandra Sasnovich |

## Bảo toàn thứ hạng (Protected ranking - PR)
Tay vợt sau đã được vào vòng đầu chính sau khi sử dụng bảo toàn thứ hạng:
| Đơn nữ - Romina Oprandi (PR 40) |

## Rút lui
Các tay vợt sau đã được vào vòng đấu chính, nhưng đã rút lui vì chấn thương.
Trước khi giải bắt đầu
| Đơn nam - Nicolás Almagro → được thay thế bởi Damir Džumhur - Juan Martín del Potro → được thay thế bởi Máximo González - Alexandr Dolgopolov → được thay thế bởi Albert Montañés - Tommy Haas → được thay thế bởi Marcos Baghdatis - Florian Mayer → được thay thế bởi Simone Bolelli - Rafael Nadal → được thay thế bởi Kenny de Schepper - Stéphane Robert → được thay thế bởi Evgeny Donskoy | Women's Singles - Victoria Duval → được thay thế bởi Virginie Razzano - Alisa Kleybanova → được thay thế bởi Shelby Rogers - Li Na → được thay thế bởi Aleksandra Wozniak |